# Baleia-bicuda-de-bahamonde
A baleia-bicuda-de-bahamonde (Mesoplodon traversii) é um cetáceo da família dos zifiídeos (Ziphiidae) encontrado no oceano Pacífico.
Existem somente cinco espécimes conhecidos, todos do sul do Oceano Pacífico: quatro vieram da Nova Zelândia e um do Chile. Embora os registros até o momento sejam todos de águas temperadas quentes, a espécie pode ser mais amplamente distribuída. É atualmente considerada a espécie de cetáceo mais rara do mundo.
Excelente mergulhadora, a M. traversii alimenta-se de lulas e peixes pequenos, tem dentes e um focinho semelhante ao dos golfinhos, daí o seu nome comum.

## Descrição
É particularmente difícil distinguir entre diferentes espécies de baleias-de-bico usando apenas caracteres morfológicos externos. Descrições tradicionais focam na posição e no formato dos dentes de machos maduros;  no entanto, esse não é um caráter diagnóstico útil para fêmeas e juvenis, pois os dentes não irrompem. O diagnóstico de espécies usando padrões de cores também é problemático devido à sua rápida deterioração após óbito. Consequentemente, nas últimas duas décadas, uma ênfase maior foi colocada em informações genéticas para complementar dados morfométricos e registros fotográficos.
A M. traversii distingue-se pelo seu melão proeminente e pela coloração cinza-escura ou preta do rostro. Também tem um tapa-olho escuro, barriga branca e nadadeiras escuras.

## Exemplares achados

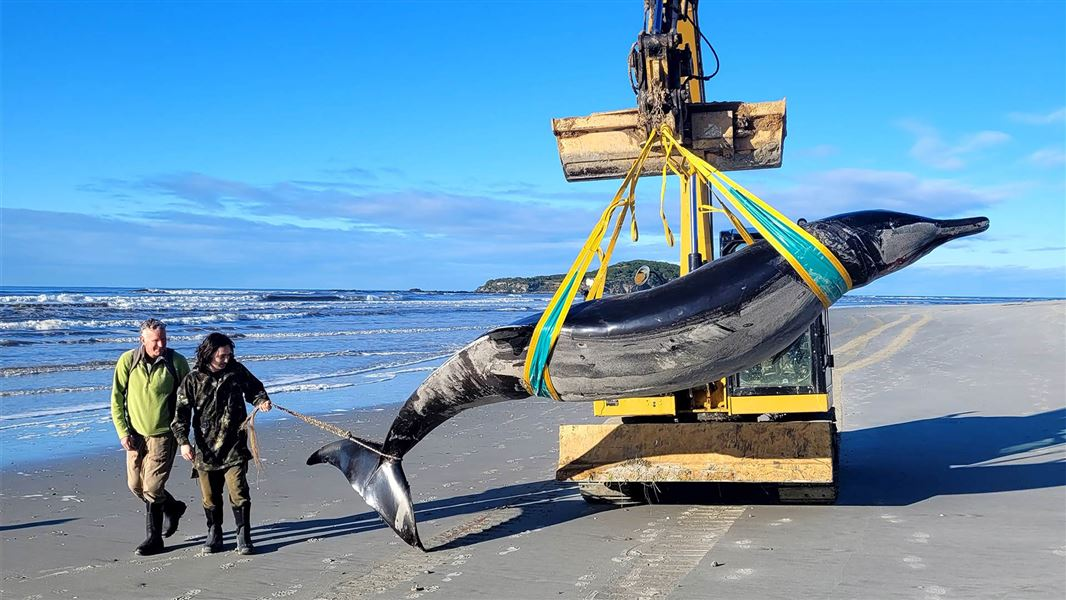
Um macho encalhado da espécie foi encontrado na Nova Zelândia em 2024.

Os seus vestígios limitavam-se a alguns ossos – uma mandíbula encontrada em 1872 e dois crânios em 1950 e 1986. Os escassos ossos que se conheciam dela tinham sido descobertos sobretudo na Nova Zelândia: a mandíbula no arquipélago das Chatham e um dos crânios na ilha Branca. No Chile, na ilha Robinson Crusoe, encontrou-se o segundo crânio em 1986.
Em dezembro de 2010 foram encontrados na praia de Opape, Nova Zelândia, 2 exemplares, uma baleia adulta, com 5,3 metros de comprimento, e a sua cria, um macho de 3,5 metros. Ao início foram identificados erradamente como M. grayi mas o ADN revelou que os dois exemplares pertenciam à espécie M. traversii. Mãe e cria acabaram por morrer, mas os investigadores conseguiram fazer a primeira descrição completa desta espécie. Os esqueletos dos dois animais descobertos foram levados para o Museu de Nova Zelândia Te Papa Tongarewa, em Wellington, para mais estudos morfológicos.
Em 4 de julho de 2024, um espécime macho morto de 5 metros preto-prateado foi levado à costa perto de Taieri Mouth, costa sudeste da Ilha do Sul, Nova Zelândia. Amostras do espécime intacto foram coletadas pelo Departamento de Conservação e enviadas ao Arquivo de Tecidos de Cetáceos da Universidade de Auckland para testes de DNA. O espécime foi levado ao Centro Agrícola Invermay em Mosgiel para dissecação, que começou em 2 de dezembro. Este foi o primeiro espécime intacto capaz de ser dissecado.